# Miriam Shlesinger
Miriam Shlesinger, född den 20 maj 1947 i Miami Beach i USA och död den 10 november 2012 (65 år) i Kfar Saba i Israel, var en amerikansk-israelisk lingvist, översättningsvetare, översättare och tolk. Shlesinger var bland annat redaktör för tidskriften Interpreting

## Biografi
Miriam Shlesinger föddes 1947 i Florida. 1964 flyttade hon till Israel för att studera. Hon avslutade sin kandidatexamen vid det hebreiska universitetet i Jerusalem i musikvetenskap och engelsk lingvistik. I början av 1970-talet började Shlesinger studera översättningsvetenskap vid Bar-Ilan universitetet i Ramat Gan. Från 1978 undervisade hon vid Institute for Translation Studies vid samma universitet där hon senare också var föreståndare för The Department of Translation and Interpreting Studies från 2003 till 2007. Hon avslutade sin magisterexamen i poetik och litteraturvetenskap 1990 vid Tel Aviv University. Hon avslutade sin doktorsexamen i engelska vid Bar-Ilan Universitetet, där hon också var chef för deras centrum för forskningspolitik (Research Policy Research Center). Under hela sitt yrkesliv fortsatte hon att vara aktiv som översättare och tolk. Hon arbetade också mycket med frivilligarbete till exempel genom organisationen Words without Borders.  

## Forskning och undervisning
Shlesingers masterarbete handlade om hur måltexten i tolkning och översättning skiljer sig åt med tanke på att tolkning är muntligt och hennes doktorsavhandling fokuserade på kognitiva processer i simultantolkning. Hon var under hela sin karriär intresserad av processer i tolkning (i korthet hur den mänskliga hjärnan tar emot informationen på ett språk och omformar den till ett annat) och hur man kan studera dem. Dessutom talade hon tidigt för fördelarna med korpusstudier i tolkning för att undersöka processer.
Tillsammans med Franz Pöchhacker redigerade hon The Interpreting Studies Reader som kommit att bli ett referensverk i studier av tolkning. Tillsammans med Pöchhacker var hon också redaktör för tidskriften Interpreting 2006-2012. Hon arbetade också nära Guideon Toury både i sin forskning (bland annat handledde han Shlesingers avhandling), och med tidskriften Target.
Hon var också tidigt intresserad av tolkning i offentlig sektor och utvecklade en kurs i för detta med språken arabiska, ryska och amhariska, vid Bar-Ilan universitetet. 

## Utmärkelser
2001 blev Shelsinger utnämnd hedersdoktor vid Copenhagen Business School. 
2007 var hon CETRA-professor vid KU Leuven i Belgien. 
2010 tilldelades hon Danica Seleskovitch-priset.
2011 tilldelades hon Lifetime Achievement Award från Israel Translators Association.

## Publikationer i urval
- med Franz Pöchhacker (red): The Interpreting Studies Reader. Routledge, London 2002[11].
- med Anthony Pym and Zuzana Jettmarova (red): Sociocultural aspects of translating and interpreting. John Benjamins, Amsterdam and Philadelphia 2006[12].
- med Franz Pöchhacker (red): Healthcare Interpreting: Discourse and Interaction. John Benjamins, Amsterdam and Philadelphia 2007[13].
- med Anthony Pym and Daniel Simeoni (red): Beyond descriptive translation studies: Investigations in homage to Gideon Toury. John Benjamins, Amsterdam and Philadelphia 2008[14].
- med Rodica Dimitriu (red): Translators and their readers – in homage to Eugene A. Nida. Les Éditions du Hasard, Brussels 2009[15].
- med Franz Pöchhacker (red): Doing justice to court interpreting. Benjamins Current Topics, Volume 26. John Benjamins, Amsterdam and Philadelphia, 2010[16].
- redaktör Interpreting: International journal of research and practice in interpreting. Amsterdam, John Benjamins, från 2006-2012[17].
- Franz Pöchhacker, Arnt L. Jakobsen, Inger Mees (red): Interpreting Studies and Beyond: A Tribute to Miriam Shlesinger. Samfundslitteratur Press, Copenhagen 2007[18].
- Anthony Pym intervjuar Miriam Shlesinger den 8 augusti 2007, European Society for Translation Studies. Läst 18 mars 2021.